# 大久保利敬
大久保 利敬（おおくぼ としたか）は、江戸時代中期の薩摩藩鹿児島城下士。大久保家6代目当主。家格は小姓与。大久保利通の祖父。

## 略歴
勝田孫弥『大久保利通伝 上』では大久保家6代当主の大久保利政の実子として誕生し、大阪で客死したという（「大久保利通文書」第10巻所収の大久保家系図では父の名前を「利辰」とする）。菩提寺は大阪福島の妙徳寺。
なお、父の利政は江戸で死去し、長男の利建は大島代官付役に就任中に奄美大島で死去しており、大久保家は3代にわたり鹿児島城下に戻ることなく死去することになる。
孫には利通（三男、利世の子）の他、大久保利貞（次男、治良介の子。陸軍中将、霧島神宮宮司）がいる。
玄孫は政治家の迫水久常（次男、治良介の曾孫）。